# النجد (النادرة)

تعديل مصدري - تعديل

النجد إحدى حارات مدينة النادرة بمحافظة إب، بلغ تعداد سكانها 1964 نسمة حسب تعداد اليمن لعام 2004.